# Argina leonina
Argina leonina är en fjärilsart som beskrevs av Walker 1864. Argina leonina ingår i släktet Argina och familjen björnspinnare. Inga underarter finns listade i Catalogue of Life.